# Amadeu dos Amidei

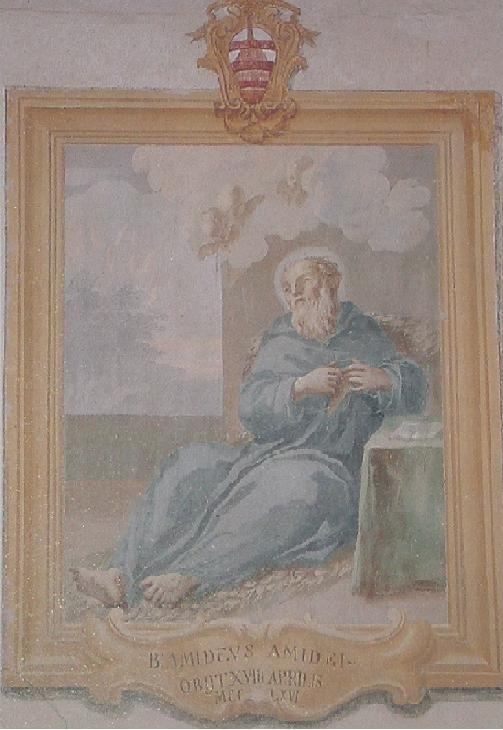
Afresco de Santo Amadio dos Amidei

Santo Amadio (ou Amadeu) foi um santo da igreja católica, do século XIII, membro da família Amidei.
Foi canonizado pelo papa Leão XIII no ano de 1888. A sua celebração é no dia 12 de fevereiro.